# Draguvité
Draguvité (starořecky Δρογουβιται/Δραγουβιται, Drogouvitai/Dragouvitai) byl jihoslovanský kmen obývající od 7. století jižní Makedonii až po řeku Aliákmon. Na severu sousedili s kmeny Sagudatů a Rynchinů a na jihu s Velegezity, kteří obsadili Thesálii. Název pochází ze slovanského kořene dreg-, dregъv- znamenající bažinu.

## Sídla
Poloha kmene je nejasná. Zdroje naznačují, že na Balkánském poloostrově existovaly dvě, možná dokonce i tři větve tohoto kmene:
- Zázraky svatého Demetria poskytují informace o kmeni Draguvitů, který žil jihozápadně od Soluně. Tyto údaje potvrzuje Ioannes Kaminiates, který umístil sídla Draguvitů mezi Soluní, Verií a vysokými horami.[4]
- Obchodní dohoda z roku 897 a záznamy o sporu mezi kláštery Lavra a Ivrion na hoře Athosu z roku 1078 hovoří o Draguvitech žijících východně od Soluně (starořecky χωράφιον των Δραγαβούτων, chōrafion tōn Dragavoutōn).[4]
- Jméno Draguvitů se objevuje i v titulu plovdivského biskupa k roku 1410 a je pravděpodobně spojeno s tzv. církví Draguvitů (latinsky ecclesia Drugunthiae, o které kolem roku 1250 píše dominikánský inkvizitor Reinerius Saccho. Arcibiskup z Ochridu Demetrios Chomatenos zmínil ve 12. století zemi Draguvitů (starořecky η Δρουγουβιτική,, he Drougouvitike) na středním Vardaru.[4] Irena Stawowy-Kawka lokalizuje tuto část kmene do Položské nížiny.[2]

## Expanze
Draguvité se objevili v Makedonii na počátku 7. století jako součást velkého exodu kmenového svazu Sklavínů na území Byzantské říše. V letech 610–617 zpustošili Slované spolu s Avary řecký poloostrov a místní řecké obyvatelstvo vytlačili do horských oblastí ve středu poloostrova a na ostrovy v Egejském moři. Jméno kmene, vzhledem ke své podobnosti se jménem jiného kmene Dregovičů, může naznačovat, že Draguvité nepatřili ke Sklavínům, ale k Antům. V obsazených oblastech si Draguvité nevytvořili vlastní politickou entitu, žili v rámci volných kmenových struktur a příležitostně se spojovali do větších kmenových svazů. V roce 615 zpustošili spolu se Sagudaty, Rynchiny, Velegezity, Vajuniči a Berzity rozsáhlé oblasti Ilýrie. Místní obyvatelstvo, které dokázalo prchnout, se uchýlilo do měst na pobřeží. Následující rok pod vedením vojevůdce Chacona oblehli Soluň.
Chtěli zaútočit na město, o kterém jsme se zmínili, které bylo Kristu drahé, a vyloupit ho jako ostatní. V tomto bodě souhlasili, a tak vyrobili množství člunů vyřezaných z jednoho kmene, utábořili se poblíž moře a zbývající roje obklopily město střežené Bohem ze všech stran, na východ, na sever i na západ. Na souši měli s sebou své rodiny a vybavení domácnosti a slíbili, že se ve městě po dobytí usadí.
Stanisław Turlej, Historia Grecji, s. 280
Chacon byl ale v následné bitce zajat a popraven. V roce 618 se spolu s Avary znovu objevili pod hradbami Soluně. Obléhání trvalo 33 dní a opět skončilo neúspěchem. V roce 626 se zúčastnili velkého avarsko-slovanského obléhání Konstantinopole, které skončilo porážkou slovanské flotily složené z monoxylů v bitvě ve Zlatém rohu, následným konfliktem mezi Slovany a Avary a stažením nejprve Slovanů, a poté Avarů z obléhání města.
Další informace o Draguvitech pocházejí ze 70. let 7. století. V roce 674 se připojili ke svazu Rynchinů, Sagudatů a Strumenců založeného kolem roku 670 za účelem dobytí Soluně. Během svého pobytu v Soluni byl vůdce Rynchinů Perbundos uvězněn a odvezen do Konstantinopole. Po pokusu o útěk byl opět polapen a na podzim roku 674 popraven. Spojené slovanské kmeny pobouřené popravou svého vůdce nato oblehli Soluň. Byzantincům se však podařilo získat pomoc od Velegezitů žijících v Thesálii. Před rozhodujícím útokem na město se stáhli Strumenci a obléhání skončilo neúspěchem. Posledním společným podnikem spojenců byl další neúspěšný pokus o dobytí Soluně v roce 677.

## Postupná závislost na Byzanci a Bulharsku
Ke konci 7. století zahájili byzantští císařové protiofenzívu. Na přelomu let 688/9 prorazil císař Justinián II. se svým vojskem do Soluně a nechal z této oblasti vystěhovat velké množství Slovanů, kteří se pak usadili v Malé Asii. V letech 758/9 napadl země makedonských Slovanů císař Konstantin V.; jako odplatu Slované podnikli loupežné přepady ostrovů v Egejském moři. V roce 769 císař vykoupil 2 500 zajatých obyvatel těchto ostrovů. V roce 783 prošla vojenská výprava císařovny Ireny územím Draguvitů až na Peloponés.
Na konci 8. století se v byzantských pramenech poprvé objevuje jméno thematu Makedonia, třebaže nelze přesně určit rozsah byzantské moci nad slovanskými kmeny žijícími v Makedonii. V letech 821–823 a 836–837 se makedonští Slované účastnili povstání proti Byzanci, které byly krvavě potlačeny. V roce 904 se území Draguvitů stalo součástí bulharské říše Simeona I. Po pádu bulharské říše na konci 10. století byli opět a definitivně začleněni do Byzance a zařazeni do thematu Strymōnos. Z tohoto období pocházejí informace o existenci samostatného biskupství Draguvitia, které mělo vyvíjet misijní činnost mezi Draguvity. Ve stejné oblasti založili Byzantinci také chartulariát Draguvitia, pravděpodobně zajišťující nezávislost Draguvitů na civilní správě říše. Existenci chartulariátu později potvrzují listiny z počátku 13. století. Na počátku 13. století existoval v Makedonii i bogomilský kostel Draguvitia.